# هیکان
هیکان، روستایی در دهستان محترم‌آباد بخش کتیج شهرستان فنوج در استان سیستان و بلوچستان ایران است. هیکان در ۲ کیلومتری غرب محترم‌آباد قرار دارد. 

## جمعیت
بر پایه سرشماری عمومی نفوس و مسکن در سال ۱۳۹۵، جمعیت این روستا برابر با ۲۹۲ نفر (۷۳ خانوار) بوده‌است.